# 列卡度·洛查
列卡度·沙治奧·洛查·艾斯維度（葡萄牙語：Ricardo Sérgio Rocha Azevedo，1978年10月3日—），出生於圣蒂尔苏（Santo Tirso），葡萄牙足球員，司職中堅，現時效力英甲球會樸茨茅夫。

## 球會

### 國內
洛查在歐協盃常客布拉加成名，在布拉加踢了一季便於2001年12月和隊友蒂亚戈加盟勁旅賓菲加，踢法漸變勇悍及擅長釘人。
在這支里斯本球會踢了四季半，他一共上陣162場，包括33場歐洲賽事。於2006年3月28日，洛查在2005/06年球季8強賽首回合因成功緊盯朗拿甸奴而大獲好評，該仗賓菲加主場逼和巴塞隆拿0:0。

### 國外
2007年1月17日，葡萄牙和英格蘭的傳謀紛紛報道洛查有可能加盟熱刺。在翌日，葡萄牙報章報導熱刺主席丹尼爾·李維（Daniel Levy）、前熱刺球員，現時為經理人的朗尼·羅辛度（Ronny Rosenthal）以及賓菲加主席在里斯本會面，並達成協議，條件是500萬歐羅加上兩場友賽，而賓菲加將獲得全數入場及電視轉播收益。
洛查於2007年1月23日正式簽約熱刺，轉會費約為330萬歐羅，合約為期兩年半。27日為他代表熱刺的首場賽事入替受傷的隊長京治，在足總盃第四圈對陣修安聯，最終球隊贏3:1。2月10日首次於聯賽上陣，對手是錫菲聯。
洛查只在2007/08年球季為熱刺上陣5場，在2008/09年球季更在所有賽事中悉數缺陣。他最終於2009年6月14日合約完結後被放棄。
2009年8月31日，洛查轉會比利時球會標準列治，合約為期一年。但是合約於2010年1月30日被終止。2月1日，他重返英格蘭，和樸茨茅夫簽約到球季結束，於2日後大敗曼聯0:5的聯賽中首次上陣。
洛查在其後兩場代表樸茨茅夫的賽事皆被逐離場，先是2月9日對新特蘭，再在27日在其復出戰中對般尼被逐。洛查在後期的表現有所改善，更在足總盃四強擊敗其前東家熱刺一戰中，當選全場最佳球員，但樸茨茅夫最終仍在決賽敗於衛冕冠軍車路士獲得亞軍，遭遇財困的球隊更於季後降班英冠。
樸茨茅夫在新球季展開前提供新約予洛查，但他希望尋求其他出路而沒有簽約，但最終在2010年9月4日動筆續約繼續留效。

## 國家隊
2002年洛查首次代表葡萄牙正選上陣，對手是蘇格蘭。他在2008年歐洲國家盃外圍賽對芬蘭和丹麥得到重返國家隊的機會，三年的國家隊缺陣原因是他不再是賓菲加的長期正選。

## 榮譽
賓菲加
- 葡超聯賽冠軍：2004/05年；
- 葡萄牙盃冠軍：2003/04年；
- 葡萄牙超級盃冠軍：2004年；

樸茨茅夫
- 英格蘭足總盃亞軍：2009/10年；

## 外部連結
- Zerozero的球員資料數據
- ForaDeJogo的數據 （页面存档备份，存于） （葡萄牙文）
- PortuGOAL個人資料 （页面存档备份，存于）
- 足球数据库：Ricardo Rocha的球员统计数据
- 列卡度·洛查在National-Football-Teams.com的資料